# Lungenklinik Breisgau
Die Lungenklinik Breisgau (ehemals Klinik St. Blasien) im Schwarzwald war bis Dezember 2020 Deutschlands höchstgelegene Lungenfachklinik.

## Geographie
Die Klinik St. Blasien lag in der Nähe des Zentrums des Kurorts St. Blasien im Landkreis Waldshut-Tiengen. Das Klima in der Region ist charakterisiert durch eine windgeschützte und nebelarme Wetterlage. Die verspätete Vegetation führt zu einer allergenarmen Luft und ist dadurch für Menschen mit Atemwegserkrankungen besonders geeignet.
Nach der Schließung des alten Standorts und dem Umzug im Dezember 2020 liegt die – nun Lungenklinik Breisgau genannte – Klinik innerhalb der BDH-Klinik Waldkirch auf dem Heiterebühl, hoch über der Stadt Waldkirch im Landkreis Emmendingen.

## Gegenwart und Zukunft
Die Lungenklinik Breisgau hat ein über Südwestdeutschland reichendes Einzugsgebiet. Die Klinik wird betrieben von der Lungenklinik Breisgau GmbH (ehemals Klinik St. Blasien GmbH), die zur Convales Holding gehört. Angeschlossen war bis Juni 2020 das Alten- und Pflegeheim Haus Luise, welches sich am alten Standort in St. Blasien befindet und an die Argentum-Gruppe verkauft wurde.
Ab Dezember 2020 wurde das stationäre Behandlungsangebot der Lungenfachklinik mit einer Intermediate-Care-Station für Beatmungsentwöhnung an die rund 70 km entfernte BDH-Klinik Waldkirch im Landkreis Emmendingen verlagert, während die ehemalige Chefärztin der Klinik St. Blasien eine neue Lungenfachabteilung am Klinikum Hochrhein in Waldshut-Tiengen etabliert.
In St. Blasien verblieben nur einzelne Bestandteile des Unternehmens, so zum Beispiel ein Teil der Verwaltung und die Schlafmedizin, die jedoch organisatorisch an das Klinikum Hochrhein wechselte.
Der Betrieb am neuen Standort in Waldkirch wurde im 1. Quartal 2021 aufgenommen.

## Bereiche der Klinik
Das Behandlungsspektrum umfasst die Pneumologie, Endoskopie, Allergologie, Innere Medizin, Schlafmedizin und Beatmungsmedizin. Es werden alle Formen von Atemwegs- und Lungenerkrankungen wie chronische Bronchitis, Asthma, Lungentumore und Tuberkulose behandelt.